# Dinomys branickii
Pacarana, Pakarana
Genre
Espèce
Statut de conservation UICN

 LC  : Préoccupation mineure
Le Pacarana (Dinomys branickii), aussi écrit Pakarana,, est la seule espèce du genre Dinomys. Ce mammifère est le troisième en termes de poids parmi les rongeurs vivants. Il pèse en effet de 10 à 15 kg.
Les Pacaranas, vivent sur les collines ou les vallées de la Forêt tropicale humide de la Cordillère des Andes. L'espèce est considérée comme étant non préoccupante par l'UICN. Certains pensent toutefois qu'ils sont extrêmement rares même si certains scientifiques espèrent en découvrir dans un autre habitat. 

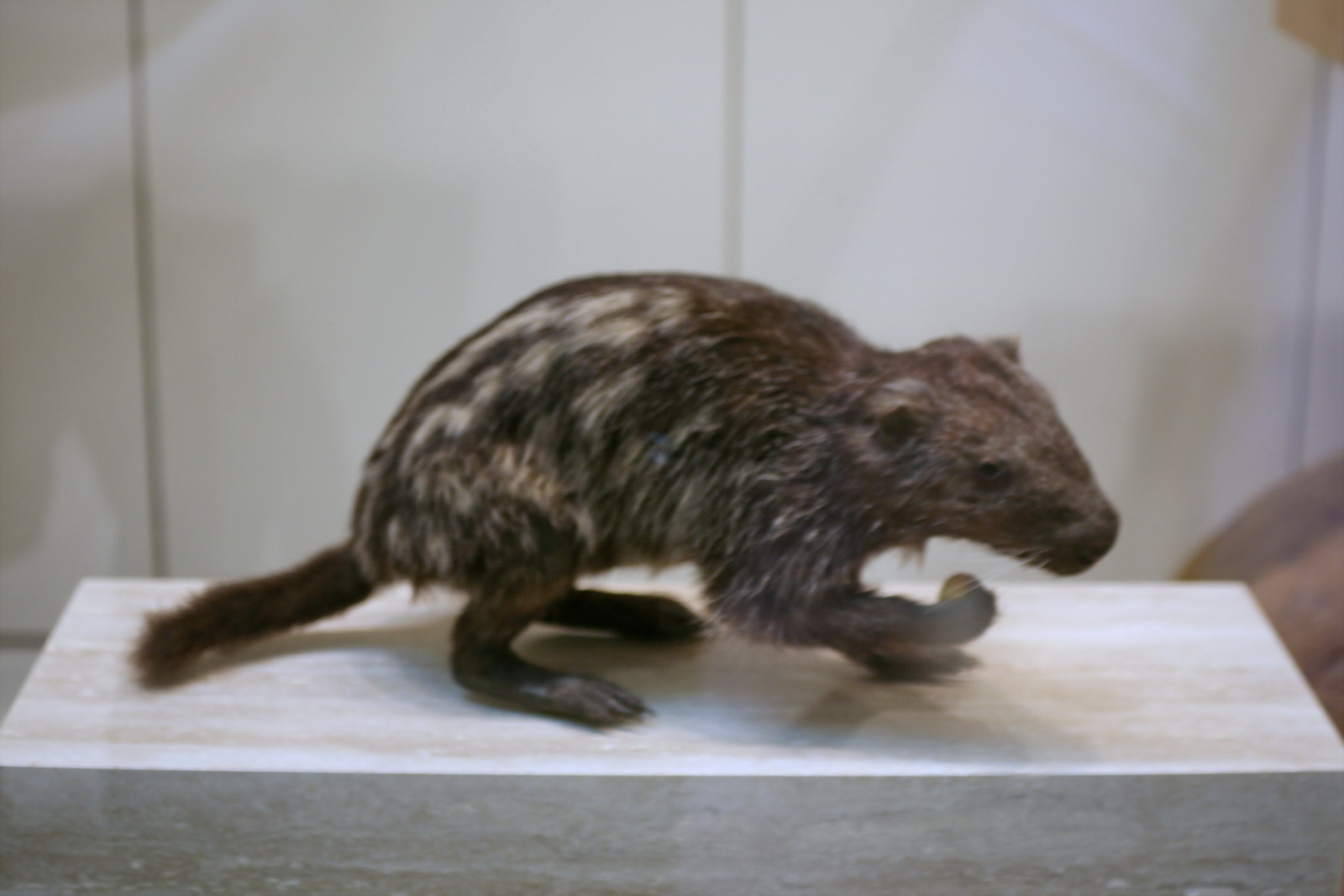
Pacarana naturalisé photographié au National Museum of Natural History

Cette espèce et le genre ont été décrits pour la première fois en 1873 par le zoologiste allemand Wilhelm Peters (1815-1883). 

## Répartition et habitat
Cette espèce est présente au Venezuela, en Colombie, en Équateur, au Pérou, au Brésil et en Bolivie. Elle vit dans la forêt tropicale humide dans les Andes entre 250 et 3 200 m d'altitude.